# Gram panchayat

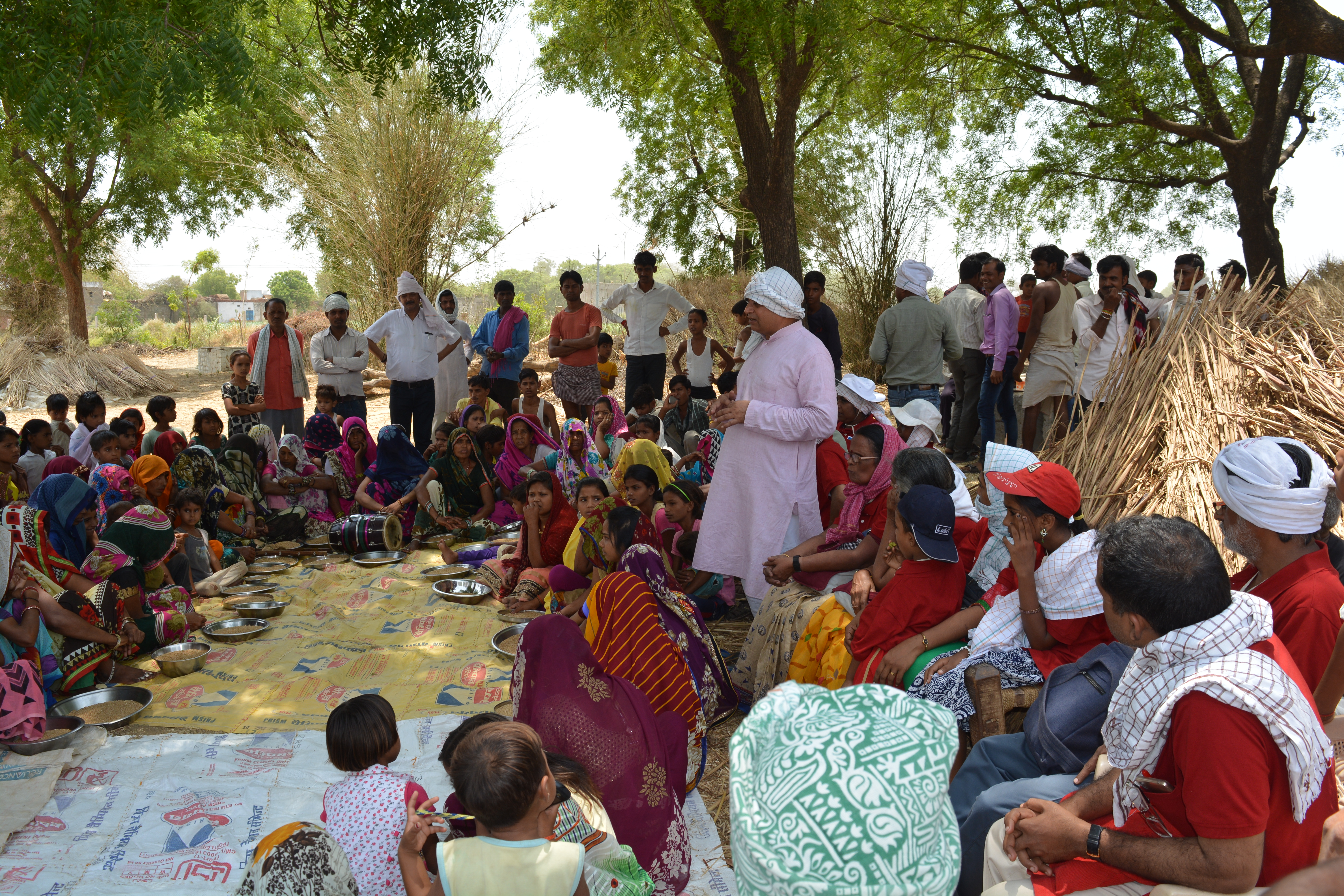
Een gram-panchayat-bijeenkomst in een dorpje in Madhya Pradesh

Een gram panchayat is een vorm van lokaal bestuur (vaak op dorpsniveau) in India geleid door een zogenaamde sarpanch. In 2002 waren er zo'n 265.000 panchayatdorpen in India.
De sarpanch is verantwoordelijk voor:
1. de handhaving van straatverlichting, bouw- en reparatiewerkzaamheden van wegen, de organisatie van markten en beurzen, het inning van belasting en het vieren van festivals en feesten
2. het bijhouden van de burgerlijke stand in het dorp
3. het op peil houden van de volksgezondheid door verstrekking van sanitaire voorzieningen, veilig drinkwater en een hygiënische leefomgeving
4. het verstrekken van gratis onderwijs